# UD Vilafranquense
Der União Desportiva Vilafranquense, kurz UD Vilafranquense, ist ein portugiesischer Fußballverein aus Vila Franca de Xira. Die Mannschaft spielt in zweithöchsten Liga des Landes, der LigaPro.

## Stadion
Seine Heimspiele trägt der Verein im Estádio Municipal de Rio Maior in Rio Maior aus. Das Stadion hat ein Fassungsvermögen von 6500 Personen.
Koordinaten: 39° 20′ 40,3″ N, 8° 56′ 6,7″ W

## Trainerchronik
Stand: März 2021
| Trainer             | Nationalität | von               | bis                |
| ------------------- | ------------ | ----------------- | ------------------ |
| Nelo Vingada        | Portugal     | 2. April 1985     | 30. Juni 1986      |
| Rui Vitória         | Portugal     | 22. Oktober 2002  | 30. Juni 2004      |
| Filipe Coelho       | Portugal     | 1. Juli 2013      | 21. September 2015 |
| Filipe Coelho       | Portugal     | 15. November 2016 | 4. Dezember 2017   |
| Vasco Matos         | Portugal     | 5. Dezember 2017  | 2. März 2019       |
| Filipe Moreira      | Portugal     | 2. März 2019      | 4. Februar 2020    |
| Armando Evangelista | Portugal     | 5. Februar 2020   | 30. Juni 2020      |
| Quim Machado        | Portugal     | 1. Juli 2020      | 26. Oktober 2020   |
| João Tralhão        | Portugal     | 28. Oktober 2020  | 9. März 2021       |
| Carlos Pinto        | Portugal     | 10. März 2021     | 23. August 2023    |
| Filipe Gouveia      | Portugal     | 24. August 2021   | 30. Juni 2022      |
| Rui Borges          | Portugal     | 1. Juli 2022      | 9. Februar 2023    |
| Ricardo Chéu        | Portugal     | 10. Februar 2023  | 30. Juni 2023      |